# Aram (film)
Pour les articles homonymes, voir Aram.
Pour plus de détails, voir Fiche technique et Distribution.
Aram est un film français réalisé par Robert Kechichian, sorti en 2002.

## Fiche technique
- Titre : Aram
- Réalisation : Robert Kechichian
- Scénario : Robert Kechichian
- Photographie : Laurent Dailland
- Décors : Yvon Moreno et Irène Galitzine
- Costumes : Véronique Périer et Marie-Noëlle Van Meerbeeck
- Son : Pierre Excoffier, Jean-Pierre Halbwacks et Thierry Lebon
- Montage : Marie-Pierre Frappier et Juliette Welfling
- Production : Bac Films - Canal+ - Films A4 - Studio Images 8 - Studiocanal
- Durée : 90 minutes
- Date de sortie : 
  -  France : 27 novembre 2002

## Distribution
- Simon Abkarian : Aram Sarkissian
- Lubna Azabal : Méliné Sarkissian
- Serge Avédikian : Talaat Sonlez
- Alain Mottet : Miran Sarkissian
- Mathieu Demy : Lévon Sarkissian
- Gilles Arbona : Monsieur Paul
- Isabelle Sadoyan : Tante Anouche
- Olivier Loustau : Mehmet
- Marc Samuel : Vartan Madarian
- Jean-Yves Chatelais : Maître Kavedjian
- Fabio Zenoni : Virgil
- Julien Lambroschini : Stéphane
- Smaïl Mekki : Fodil
- Samir Guesmi : Saad
- Malik Faraoun : Nizamettin
- Albert Delpy : Nasar
- Husky Kihal : Jalal
- Tony D'Amario : Alaatin
- Marc Andreoni : Abdul
- Marie Guillard : la prostituée
- Sophie Michard : la femme de Talaat